# 李雙澤
李雙澤（1949年7月14日—1977年9月10日），畢業於國立師大附中、淡江大學。畫家、作曲家、民歌歌手，與胡德夫、楊弦被共尊為台灣校園民歌運動的催生者。

## 生平簡歷
父親為菲律賓華裔的李雙澤，小學時就隨母親經香港來到台灣。1968年，李雙澤考進淡江文理學院（後改制成淡江大學）數學系，卻與建築系頗有淵源：曾想放棄數學系課業、轉往建築系發展。在藝術評論家顧獻樑兼任淡江大學建築系主任後，啟迪了李雙澤往文藝界開拓的方向。李雙澤幾乎選修了建築系所有與藝術有關的課程，尤其喜愛席德進的水彩課；卻因數學系本科的學分數不足，無法轉系成功。然而這已奠定李雙澤日後深耕藝文的基礎。
1972年，李雙澤開始在台北市各地打工謀生。在當時人文集粹的哥倫比亞大使館咖啡廳中，有著跟李雙澤一樣的青年，像是胡德夫、楊弦、韓正皓、吳楚楚等人。李雙澤說：「在國外從沒有機會進入這樣繁華的場所：桃木細雕桌椅，落地窗加腥紅地氈；紳士淑女，珠光寶氣；牛排滋滋作響，刀叉杯盤交錯；胡德夫在鋼琴後，鋼琴隨著旋轉台轉。」這時候的台灣，中華民國甫與日本斷交，退出聯合國，國際地位逐步下滑；而青年學子口中哼哼唧唧的仍是西洋歌曲，對自己語言的歌謠興趣缺缺。有感於此，李雙澤立志要「唱自己的歌」。當時胡德夫為了父親的手術費用，在哥倫比亞咖啡廳駐唱；李雙澤問他：「你是卑南族吧，你們有沒有自己的歌？唱一首你們自己的歌！」胡德夫愣了一下，一時想不起來有什麼「自己的歌」可以唱；過了一會，才想起小時候父親唱過的一首歌《美麗的稻穗》。胡德夫唱了這首歌，並教大家一起唱。這埋下了日後李雙澤奔走各大專院校鼓吹「唱自己的歌」之種子。
1973年，李雙澤與胡德夫共同安排胡在淡江文理學院國際學舍舉行的民歌演唱會。隔年，李雙澤於台北美國新聞處辦了生平第一次個人畫展，並任職於淡江文理學院出版部明日世界雜誌社美編組。1975年，李雙澤於淡江數學系肄業，出國遊歷學畫。在西班牙、英國、法國、德國與美國週遊，看遍社會上的不平等與種族歧視，這是歐美「陽光下的陰影」，李雙澤開始用大量文字來書寫自己的看法。

## 淡江事件
1976年12月3日，淡江文理學院在校內舉辦「西洋民謠演唱會」，由陶曉清主持。在首位歌手黃華勤表演結束後，李雙澤拿著一瓶可口可樂，背著一把吉他上場。李雙澤先唱了四首台灣民謠《補破網》、《恆春之歌》、《雨夜花》、《望春風》後，在《國父紀念歌》第一段停了下來、質問台下為什麼不跟著一起唱，後又唱了鲍勃·迪伦的歌《答案在风中飘荡》下台，下台前還問：「你們為什麼要花二十塊錢，來聽中國人唱洋歌？」陶曉清圓場道：「謝謝李先生給了我們今天的音樂會帶來了第一個高潮。他也提出一個很值得我們考慮的嚴肅問題，但是這個問題不適合在今晚討論，我們回家之後，不妨好好想想這個問題，有意見寫下來，在校刊上討論。今天大家是來聽音樂會的，我們還是以愉快的心情繼續欣賞節目。」隔天便燃起台灣藝文界對「中國現代民歌」的論戰，並在之後幾期的《淡江周刊》上有熱烈討論，史稱「淡江事件」。

## 逝世及死後影響
1977年9月10日，李雙澤在臺北縣淡水鎮（今新北市淡水區）興化店海灘因拯救溺水的外國遊客而淹死，得年廿八歲。
淡江事件後到1977年9月10日李雙澤逝世前，李雙澤不斷創作，用自己的語言來貫徹「唱自己的歌」，引爆1970到1980年代整個台灣校園民歌的流行風潮。
1994年，排灣族詩人莫那能回憶，當他在臺北市第一殯儀館中面對李雙澤浮腫的屍體，想起在紅毛城、山豬寮、淡水河邊「我看著他畫畫，他唱他作的民歌，我唱排灣族的民歌」的日子，「我悲從中來，對著他的屍體大聲唱起原住民哀悼亡靈的歌，卻把管理員嚇愣了，當我要唱第二首時就被阻止了」。

## 作品
李雙澤與友人共完成了九首作品，茲列表如下：
| 歌名       | 作詞或改編 | 作曲           | 附註                 |
| ---------- | ---------- | -------------- | -------------------- |
| 我知道     | 梁景峰     | 李雙澤         |                      |
| 老鼓手     | 梁景峰     | 李雙澤         |                      |
| 我們的早晨 | 梁景峰     | 李雙澤、徐力中 |                      |
| 美麗島     | 梁景峰     | 李雙澤         | 原詞：陳秀喜         |
| 少年中國   | 李雙澤     | 李雙澤         | 原詞：蔣勳           |
| 送別歌     | 李雙澤     | 李雙澤         |                      |
| 紅毛城     | 李雙澤     | 徐力中         | 原詞：李利國         |
| 愚公移山   | 楊逵       | 李雙澤         |                      |
| 心曲       | 徐訏       | 李雙澤         | 原詩收錄於《燈籠集》 |

在寫作完《美麗島》後，李雙澤生前並沒有發表過這首歌。《美麗島》初次現世，是在李雙澤告別式上，於前夜由楊祖珺與胡德夫徹夜整理李氏遺留的手稿，編錄而成。《美麗島》與《少年中國》，當時送交行政院新聞局審核都未通過：《美麗島》因曾為黨外運動人士傳唱而被判定有台獨意識，《少年中國》則由於被紅統派人士傳唱而被判定親中共。由同一作者所作的兩首作品，能被統獨兩派所使用與遺棄，對並沒有特別政治立場的李雙澤來說頗為諷刺。
1978年，李雙澤的中篇小說終戰的賠償獲得吳濁流文學獎，文集《再見，上國》由長橋出版社發行。1979年，黨外人士欲藉創辦雜誌而創立政黨，藉用《美麗島》為其雜誌刊名。1979年9月8日台北市中泰賓館的《美麗島雜誌》創刊酒會，遭《疾風雜誌》與一群自號「愛國人士」者鬧場。在一片推擠喧囂的混亂中，楊祖珺唱起了李雙澤創作、沒有政治立場、沒有暴力的《美麗島》。1979年12月10日，政府對集會民眾展開鎮壓，史稱「高雄事件」，也即是「美麗島事件」。
1987年，李雙澤逝世十週年紀念文集《美麗島與少年中國》出版。2007年10月1日，淡江大學於校內牧羊草坪上舉行李雙澤紀念碑揭碑儀式，由其友蔣勳題碑。2007年10月4日，淡江大學得野火樂集協助，於該校學生活動中心舉行「唱自己的歌：30年後再見李雙澤紀念演唱會」，由當年淡江事件時與李雙澤同台的主持人陶曉清主持，胡德夫與楊祖珺再次合作演唱《美麗島》緬懷李雙澤。
2009年6月27日，參拾柒度製作公司製作的李雙澤紀念唱片專輯《敬！李雙澤／唱自己的歌》獲得第20屆金曲獎流行音樂作品類評審團獎。

## 外部連結
- 胡德夫演唱「美麗島」Youtube （页面存档备份，存于）